# Martin Eichelgrün & Co

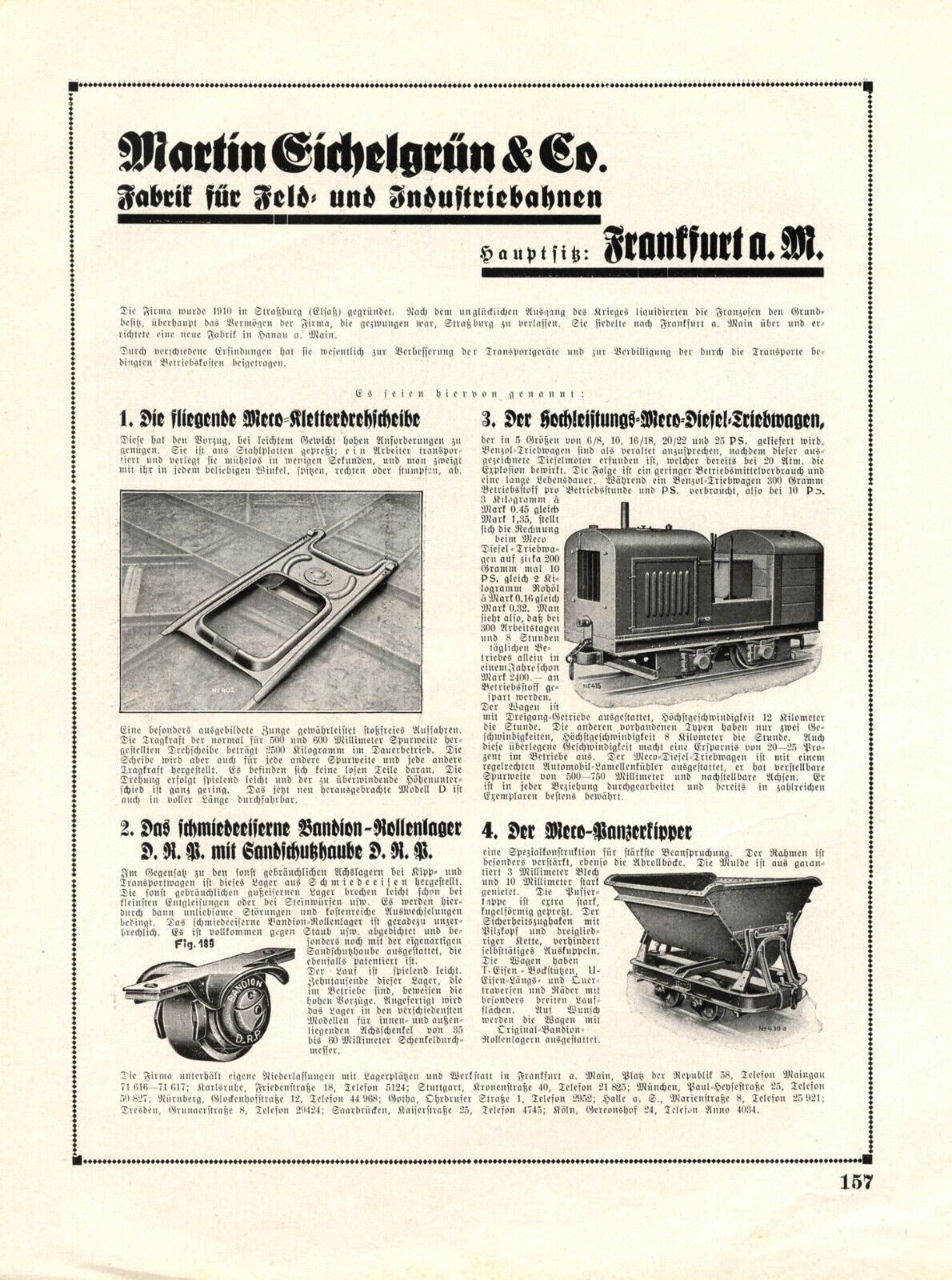
Martin Eichelgrün & Co, Fabrik für Feld- und Industriebahnen, Hauptsitz Frankfurt, 1927

Martin Eichelgrün & Co (MECO) war eine Fabrik für Feld- und Industriebahnen mit Hauptsitz Frankfurt.

## Geschichte
Die Firma wurde 1910 in Straßburg gegründet. Nach dem Ersten Weltkrieg wurde sie liquidiert und ihr Vermögen durch die Franzosen beschlagnahmt. Sie zog nach Frankfurt am Main um und errichtete eine Fabrik in Hanau. Sie hatte 1927 zahlreiche Niederlassungen mit Lagerplätzen und Werkstätten in Karlsruhe, Stuttgart, München, Nürnberg, Gotha, Halle (Saale), Dresden, Saarbrücken und Köln.
Wichtige, meist patentierte Produkte waren:
- Die fliegende MECO-Kletterdrehscheibe
- Das schmiedeeiserne Bandion-Rollenlager mit Sandschutzhaube
- Hochleistungs-MECO-Diesel-Feldbahnlokomotiven
- Der MECO-Panzerkipper, eine Kipplore
- Die MECO-Rohrlege-Winde

MECO vertrieb Gmeinder-Feldbahnlokomotiven unter eigenem Namen. Gmeinder–Typenschilder wurden nicht angebracht.

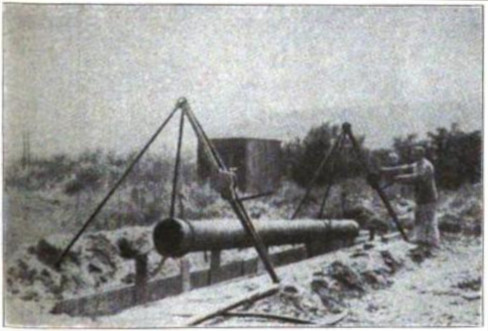
Die MECO-Rohrlege-Winde war handlicher und praktischer als die zuvor verwendeten Rohrlegeböcke

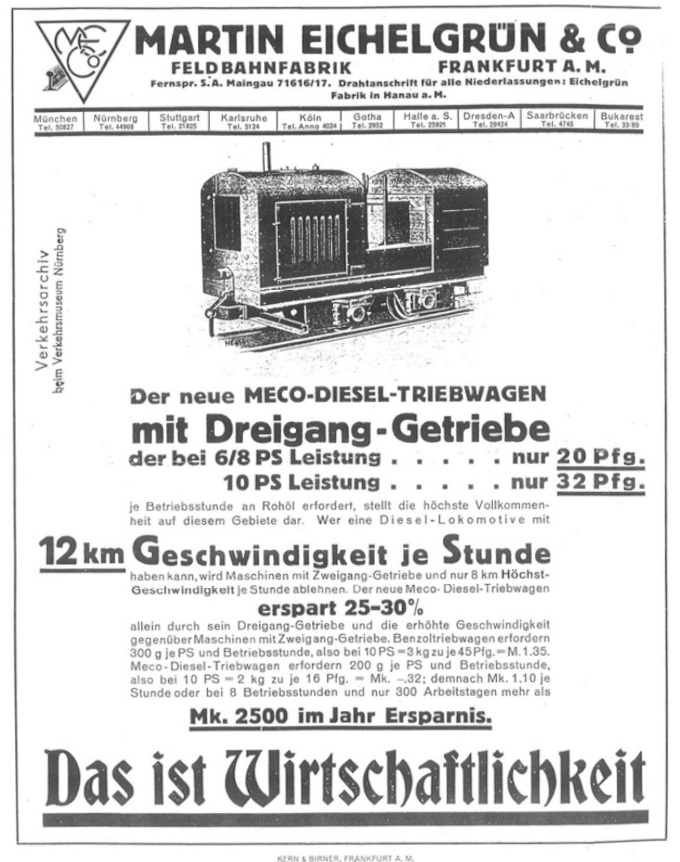
MECO-Diesel-Feldbahnlokomotive mit Dreiganggetriebe und 6/8 oder 10 PS Leistung, 12 km/h Geschwindigkeit, um 1928

Bei der Vermarktung ihrer Produkte wies die Firma oft darauf hin, welche Einsparungen möglich seien, da diese von einer statt zwei Personen installiert und betrieben werden konnten. Beispielsweise wurde über die MECO-Rohrlege-Winde berichtet, dass sie handlicher und praktischer als die zuvor verwendeten Rohrlegeböcke gewesen sei. Der Apparat konnte von einem Mann leicht und bequem getragen werden. Darüber hinaus gestatteten mehrere dieser Böcke, gleichzeitig längere Rohrstränge zusammenhängend abzulassen.
Martin Eichelgrün & Co stellte ihren MECO-Diesel-Gütertriebwagen mit Dreiganggetriebe und kompressorlosem Zweitakt-Dieselmotor mit 6/8 und 10 PS-Leistung auf der Leipziger Frühjahrsmesse 1929 aus. Bei diesem Fahrzeug war die Spurweite von 500 bis 750 mm verstellbar. Die in dieser Zeit populären Triebwagen hatten den Vorteil, dass ihre Plattform für den Transport mit ausgenutzt wurde, indem auf ihr außer der Maschinenanlage ein Kasten oder eine Kippmulde angeordnet war. Durch das zusätzliche Gewicht konnte bei einigen Triebwagen mit hinreichender Motorstärke eine bis zu doppelt so große Zugkraft ausgeübt werden. Bei Leerfahrten waren hingegen nur geringe Gewichte zu fördern.
Das Unternehmen erwirtschaftete 1933 einen Umsatz von 651.000 Reichsmark. In den ersten Jahren der nationalsozialistischen Herrschaft erzielte es außergewöhnlich hohe Umsatzsteigerungen: 1934 stieg der Umsatz auf 1.734.00 RM und 1935 auf 2.144.000 RM.
Aufgrund der von den Nationalsozialisten durch Zwangsverkäufe, Enteignungen und Konfiszierungen erzwungenen Verdrängung von jüdischen Unternehmern aus dem Deutschen Reich emigrierte Martin Eichelgrün um 1936 nach England und gründete in Cricklewood im Norden von London ein auf den Verkauf und die Vermietung von Schmalspurbahnen spezialisiertes Unternehmen. In den 1970er Jahren sank der Umsatz des Unternehmens drastisch, woraufhin auf dem Lagerplatz die Überreste einer zweiachsigen Benzinlokomotive von F. C. Hibberd & Co. (Werks-Nr. 1747, Baujahr 1931) und einer kompletten Diesellokomotive der Baureihe '13DL' von Ruston & Hornsby (Werks-Nr. 243388, Baujahr 1946) dauerhaft eingelagert wurden. Bemerkenswerterweise ist die Hibberd-Lok heute noch in Devon erhalten, dem Herkunftsort der Ruston-Lok, die früher vom Devon County Council betrieben wurde. Die Ruston-Lok wurde von ME im April 1969 im Auftrag des Central Electricity Generating Board (CEGB) in Dartford eingesetzt, dann im Februar 1972 bei der Sheppey Light Railway, kehrte zu ME zurück und wurde dann im August 1974 exportiert.